# Pierluigi Onorato
Pierluigi Onorato (La Maddalena, 17 agosto 1938 – Firenze, 5 marzo 2023) è stato un politico e magistrato italiano.